# Arroyo Mandisoví Chico
El arroyo Mandisoví Chico es un pequeño curso de agua de la cuenca hidrográfica del río Uruguay, ubicado en la provincia de Entre Ríos en Argentina. 
Nace en la Cuchilla Grande cerca del paraje de Colonia Peña en el Departamento Federación, y se dirige con rumbo sureste hasta desaguar en el río Uruguay en el embalse formado por la represa de Salto Grande, frente a la localidad de Santa Ana. Junto al Arroyo Mandisoví Grande, da nombre al Distrito Mandisoví, subdivisión catastral del Departamento Federación. Lo atraviesa la Ruta Nacional 14.
En sus cercanías se hallaba el histórico poblado de Mandisoví, fundado por Manuel Belgrano con base en una estancia misionera creada por Juan de San Martín.

## Toponimia
Su nombre proviene del idioma guaraní y significa bagre azul, aunque otras fuentes lo traducen como planta de flor azul.
- Datos: Q5705748